# Antheuella flavida
Antheuella flavida är en fjärilsart som beskrevs av George Francis Hampson 1910. Antheuella flavida ingår i släktet Antheuella och familjen tandspinnare. Inga underarter finns listade i Catalogue of Life.